# Hidalgo Amajac, Álamo Temapache
Hidalgo Amajac är en ort i Mexiko.   Den ligger i kommunen Álamo Temapache och delstaten Veracruz, i den sydöstra delen av landet, 230 km nordost om huvudstaden Mexico City. Hidalgo Amajac ligger 18 meter över havet och antalet invånare är 1 241.
Terrängen runt Hidalgo Amajac är platt. Runt Hidalgo Amajac är det ganska tätbefolkat, med 65 invånare per kvadratkilometer. Närmaste större samhälle är Temapache, 17,9 km norr om Hidalgo Amajac. Trakten runt Hidalgo Amajac består till största delen av jordbruksmark.